# Coenonympha anophthalmica
Coenonympha anophthalmica är en fjärilsart som beskrevs av Bubacek 1923. Coenonympha anophthalmica ingår i släktet Coenonympha och familjen praktfjärilar. Inga underarter finns listade i Catalogue of Life.